# NHK秋田放送局
39°42′57″N 140°7′55″E / 39.71583°N 140.13194°E
NHK秋田放送局（日语：／），又称NHK秋田广播电视台，是日本放送協會位於秋田縣秋田市、負責主管NHK在秋田縣地區事務的地方广播电视台（放送局）。

## 外部連結
- 官方网站 （日語）
- NHK秋田放送局的X（前Twitter）